# Christian Eberhard Eberlein
Christian Eberhard Eberlein (* 17. Januar oder 19. Januar 1749 in Wolfenbüttel; † 12. März 1802 oder 1804 in Göttingen) war ein deutscher Maler und Zeichner.

## Leben
Eberlein war ein Sohn des Malers und herzoglich-braunschweigischen Salzdahlumer Galerieinspektors Christian Nikolaus Eberlein und dessen Frau Dorothea Maria (geborene Wenneberg). Er wurde zunächst von seinem Vater ausgebildet und fertigte seine ersten Werke nach Gemälden aus dieser Galerie an, bevor er seit 1760 die Zeichenakademie in Leipzig besuchte. Hier verbrachte er drei Jahre unter der Anleitung von Adam Friedrich Oeser. Zu Ostern 1773 wurde er als Zeichenmeister am Pädagogium in Ilfeld angestellt. Im Herbst 1777 wurde die Tochter eines Schlossermeisters von ihm schwanger. Da eine Eheschließung gegen die Vertragsbestimmungen der Klosterschule verstieß, ließ er sich heimlich, ohne vorheriges Aufgebot und außerhalb der Stadt, durch den Pastor Eustach Moritz Goldhagen in Nohra trauen. Am 16. Mai 1778 wurde er wegen „Widerrechtlicher Eheschließung“ entlassen und musste Ilfeld innerhalb von sechs Wochen verlassen. Durch die Vermittlung des Göttinger Altphilologen Christian Gottlob Heyne kam er im Juli 1778 nach Göttingen und ließ sich dort als privater Zeichenlehrer und Maler nieder. Hier betätigte er sich insbesondere im Bereich der anatomischen, heraldischen und topographischen Zeichnungen. Am 24. Mai 1782 schrieb er sich an der Universität Göttingen in den Freien Künsten lateinisch Artes liberales ein. Seit 1785 oder 1786 war er „Zeichenmeister“ der Universität Göttingen, allerdings ohne Gehalt zu bekommen. Seit dem 1. November 1785 war er zudem Nachfolger von Georg Christian Dankmer als Zeichenmeister an der Stadtschule.
Eberlein wurde der „Kleinmeister der Stammbuch-Blätter“ der Universität.

## Familie
Eberlein war seit dem 24. März 1778 mit Marie Christiane (geborene Rohmeyer, oder Rohmeier, 21. Juni 1755 – 27. Oktober 1827) verheiratet, einer Tochter des Schlossermeisters Johann Christoph Rohmeyer und dessen Frau Christina Magdalena (geborene Bischof). Das Paar hatte 12 Kinder:
- Johann Christian Eberlein, wurde Maler und 1802 Nachfolger seines Vaters als Zeichenmeister der Stadtschule Göttingen
- August Conrad Friedrich Wilhelm Eberlein (1784–1845),[6] wurde ebenfalls Maler und Zeichenmeister der Universität Göttingen

## Werke
- mit Blasius Merrem, Gottlob August Liebe: Vermischte Abhandlungen aus der Thiergeschichte. Victorinus Vossiegel, Göttingen 1781, OCLC 17452871 (babel.hathitrust.org).
- Theoretisch practische Anweisung Landschaften nach Kupferstichen, Gemälden, und nach der Natur, zu zeichnen und zu coloriren. Göttingen 1804, OCLC 166075898 (gdz.sub.uni-goettingen.de).